# Polyphyllia talpina
Polyphyllia talpina là một loài san hô trong họ Fungiidae. Loài này được Lamarck mô tả khoa học năm 1801.